# Cinnamomum gaudichaudii
Cinnamomum gaudichaudii là loài thực vật có hoa trong họ Nguyệt quế. Loài này được Lukman. miêu tả khoa học đầu tiên năm 1889.